# Octomeria ffrenchiana
Octomeria ffrenchiana là một loài thực vật có hoa trong họ Lan. Loài này được P.Feldmann & N.Barré mô tả khoa học đầu tiên năm 1996.